# Manobras militares francesas de 1932

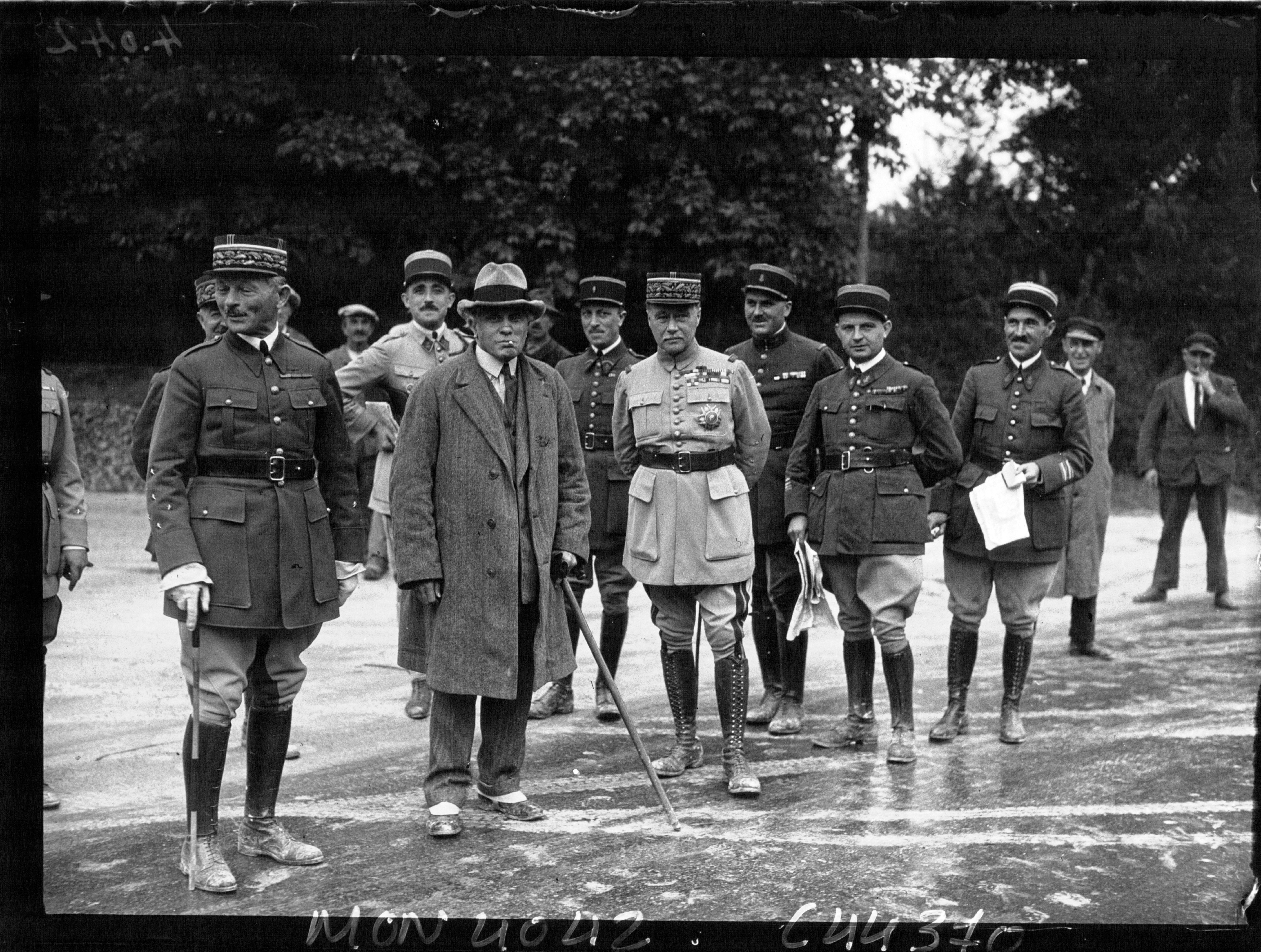
O ministro Joseph Paul-Boncour e generais Maxime Weygand (à sua direita) e Maurice Gamelin (à sua esquerda) durante os exercícios.

Os exercícios combinados de 1932 foram grandes manobras realizadas pelo exército francês na Champanha, em setembro de 1932. Eles permitiram testar a coordenação entre infantaria, tanques e cavalaria mecânica.

## Processo

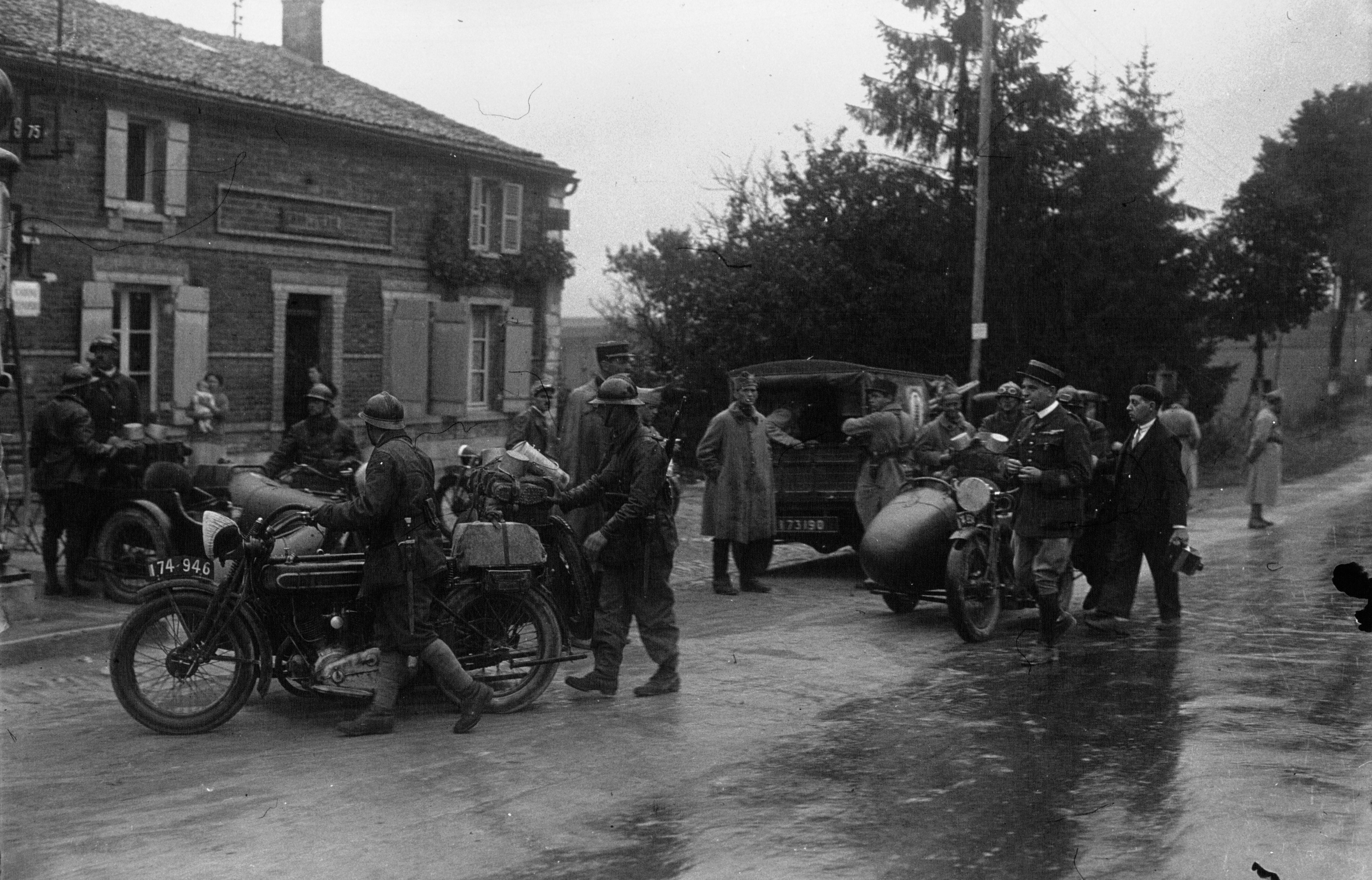
Destacamento motociclista de dragões transportados com carros laterais, pertencente à 4ª Divisão de Cavalaria, durante as manobras.

As operações viram a 15ª Divisão de Infantaria, a 4ª Divisão de Cavalaria e dois batalhões de carros de combate evoluírem juntos. Os três Char B1 disponíveis também foram engajados. No total, o exercício envolveu cerca de 20 mil soldados, um número relativamente pequeno.
Os diferentes cenários testados foram marcados pela difícil coordenação dos veículos blindados com a 15ª DI, que não sabia usá-los. A divisão de cavalaria mostrou-se mais adequada.
Se o General Julien Dufieux, inspector-geral da infantaria, conclui que os tanques são impróprios para serem utilizados nas suas próprias unidades, o General Maxime Weygand, vice-presidente do Conselho Superior de Guerra, conclui que é necessário permitir o surgimento de uma grande unidade treinada no uso de tanques em massa.